# Bladstaartgekko's
Bladstaartgekko's (Uroplatus) zijn een geslacht van hagedissen uit de familie Gekkonidae.
Bladstaartgekko's zijn sterk gespecialiseerde, nachtactieve gekko's die met een maximale lichaamslengte van meer dan 25 centimeter vrij groot kunnen worden. Alle soorten kunnen wat betreft lichaamslengte en -kleur heel verschillend zijn. Ze hebben echter allemaal een sterk gecamoufleerd lichaam dat uiterlijk volledig is aangepast op de natuurlijke omgeving. De bladstaartgekko's hebben hierdoor een merkwaardige lichaamsbouw in vergelijking met andere hagedissen. Alle soorten zijn bruin van kleur en hebben een relatief korte, platte staart. Het zijn vrij grote hagedissen en de madagaskarplatstaartgekko (Uroplatus fimbriatus) is zelfs een van de grootste gekko's ter wereld. Er zijn 21 soorten, inclusief de pas in 2020 beschreven soorten Uroplatus fangorn en Uroplatus fivehy.
De gekko's komen alleen voor op het Afrikaanse eiland Madagaskar en enkele bijgelegen kleinere eilanden. De habitat bestaat uit bossen waar zowel de temperatuur als de luchtvochtigheid hoog zijn. Alle soorten zijn nachtactief en verstoppen zich overdag in bomen, 's nachts wordt gejaagd op insecten en andere ongewervelden.
De meeste bladstaartgekko's hebben nog geen eenduidige Nederlandstalige naam. De bekendere soorten worden soms aangeboden in de handel in exotische dieren en worden in gevangenschap gehouden in een terrarium. Van deze soorten is hierdoor wat meer bekend over de voortplanting en levenswijze.

## Verspreiding en habitat
Bladstaartgekko's komen uitsluitend voor op Madagaskar, dit is een groot eiland ten zuidoosten van Afrika. Ook op enkele omliggende eilanden worden de gekko's aangetroffen. Op het noordwestelijk gelegen eiland Nosy Be komen verschillende soorten voor. Zie voor het exacte verspreidingsgebied per soort ook onder het kopje soorten onderaan.
Alle soorten leven in warme en vochtige omgevingen in tropische regenwouden. De gekko's leven vaak in dichtbegroeide delen van het bos. Er zijn geen soorten bekend die het onder drogere en koele omstandigheden lang uithouden. Bladstaartgekko's leven meestal op de stam en de takken van bomen en struiken.
De hoogte boven zeeniveau waarop een soort voorkomt kan verschillen, zo leeft Uroplatus finiavana in het Montagne d'Ambremassief op een hoogte van 700 tot 1000 meter boven zeeniveau. Uroplatus lineatus leeft op een hoogte van ongeveer 600 meter boven zeeniveau.
De grootte van het verspreidingsgebied van de bladstaartgekko's loopt sterk uiteen; sommige soorten zijn slechts bekend rond een enkele berg terwijl andere een zeer groot areaal hebben. Soorten die een groot verspreidingsgebied hebben, komen vaak algemeen voor zoals Uroplatus lineatus die een areaal heeft van ongeveer 40.000 vierkante kilometer, ongeveer zo groot als Nederland. Deze soort wordt door de natuurbeschermingsorganisatie IUCN beschouwd als 'veilig'.
Bladstaartgekko's die slechts gevonden zijn op een enkele berg of een deel van een bos zijn kwetsbaar vanwege het kleine verspreidingsgebied. De pas ontdekte soort Uroplatus malahelo bijvoorbeeld komt alleen voor in versnipperde populaties in het zuiden van Magadaskar en staat bij het IUCN te boek als bedreigd.

## Uiterlijke kenmerken

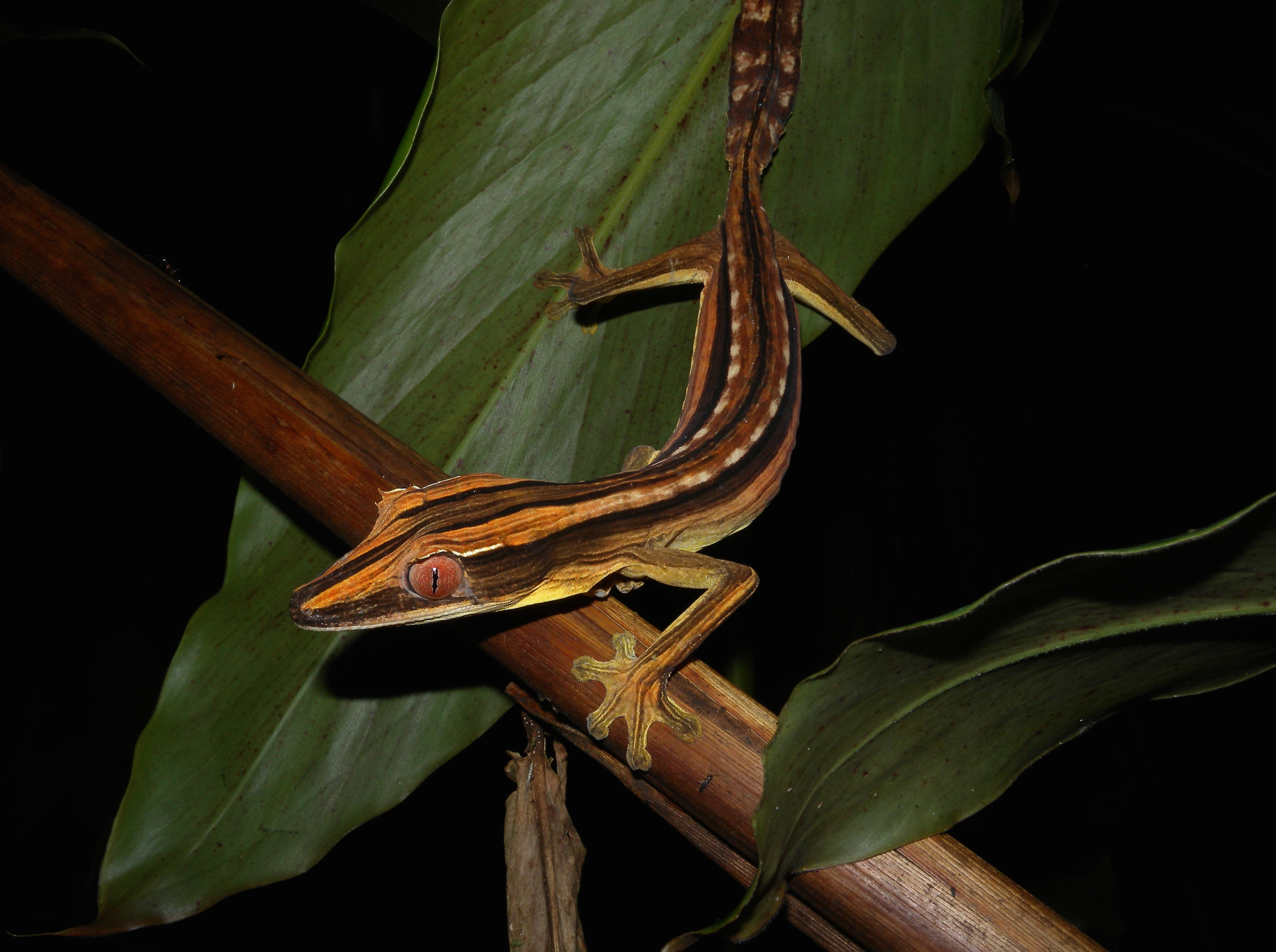
Uroplatus lineatus.

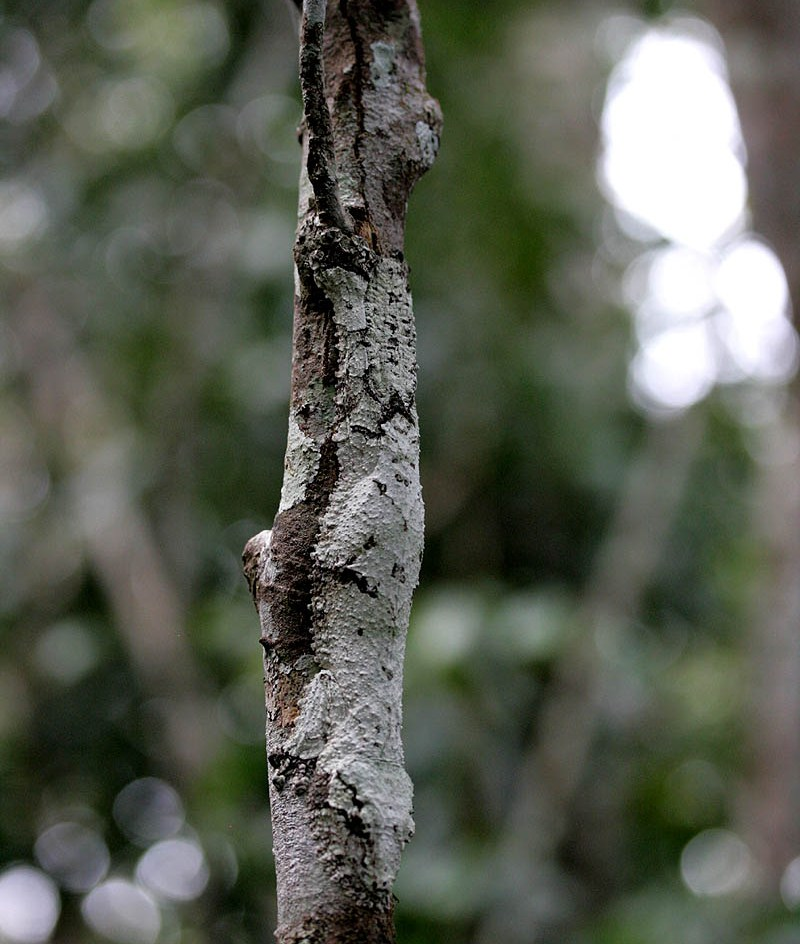
Uroplatus sikorae op een tak met de kop naar beneden.

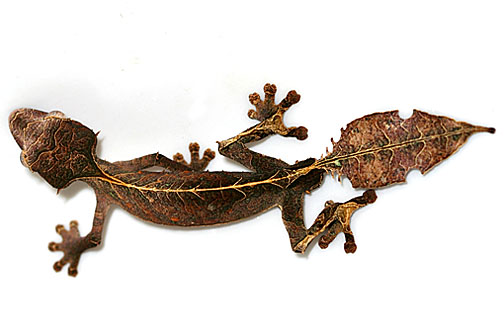
Bovenaanzicht van de soort Uroplatus phantasticus

Bladstaartgekko's hebben een vorm van camouflage ontwikkeld die maar door weinig andere dieren wordt geëvenaard. De bladstaartgekko's zijn zo goed gecamoufleerd dat ze vrijwel onzichtbaar zijn tussen de dode bladeren of op een boomschors. De staart is altijd breed en sterk afgeplat en op het eerste gezicht moeilijk te onderscheiden van de kop. De gekko's zijn tot in detail aangepast om niet op te vallen, zo zijn de poten en de staart grillig van vorm en zelfs de pupil van het oog is aangepast; deze heeft verschillende lobben zodat het oog minder opvalt.

### Kop
Bladstaartgekko's hebben net als de meeste gekko's een sterk afgeplatte kop, met een brede bek en relatief enorme ogen die de nachtactieve levenswijze verraden. Bij alle soorten is de kop sterk driehoekig, sommige soorten hebben een spitse snuitpunt. De pupil is altijd verticaal spleetvormig, maar de pupil heeft in de meeste gevallen enkele onregelmatigheden waardoor de pupil, en daarmee het gehele oog, op het eerste gezicht niet als zodanig te herkennen is. Het oog is zeer goed ontwikkeld, de bladstaartgekko's zijn nachtdieren maar zijn toch zichtjagers, in tegenstelling tot andere nachtactieve reptielen die voornamelijk op geuren en warmte afkomen. Het oog is echter alleen geschikt om bewegende objecten waar te nemen, zolang een prooidier stil blijft zitten kan de gekko deze niet zien.
De tong wordt gebruikt om de kop te reinigen nadat een prooidier is gegeten, hierbij wordt de bek schoongelikt. Ook de ogen worden schoongemaakt waarbij de tong als een lap over het oppervlak wordt gehaald. De tong speelt ook een rol als afschrikmiddel tegen vijanden.

### Lichaam
Bladstaartgekko's verschillen enigszins in lichaamsbouw en met name in lichaamslengte. De madagaskarplatstaartgekko (Uroplatus fimbriatus) bijvoorbeeld kan een totale lichaamslengte tot 30 centimeter bereiken en is hiermee niet de grootse bladstaartgekko maar tevens een van de grootste bekende gekko's ter wereld. Andere soorten blijven kleiner, de soort Uroplatus phantasticus bereikt een totale lichaamslengte inclusief staart van ongeveer 15 centimeter. Deze soort is dus de helft kleiner maar heeft echter een verhoudingsgewijs veel kortere staart in vergelijking met de madagaskarplatstaartgekko. Uroplatus ebenaui is een van de kleinste vertegenwoordigers en bereikt een lichaamslengte van ongeveer 10 centimeter.
De lichaamskleur is altijd grijs tot bruin, maar net als andere gekko's kan de lichaamskleur enigszins worden aangepast. De gekko kan hierbij echter alleen lichtere en donkere kleuren aannemen en niet geheel omkleuren naar bijvoorbeeld groen. Bladstaartgekko's die zich op hun gemak voelen of overdag liggen te slapen zijn lichter van kleur, terwijl ze 's nachts een beduidend donkerdere kleur hebben. Tevens zijn de kleurpatronen die meestal bestaan uit lichtere en donkere strepen of vlekken, duidelijk sterker geprononceerd als de gekko's nachts op zoek gaan naar voedsel. Exemplaren die ziek zijn of zich bedreigd voelen kleuren heel donker en nemen een duidelijk donkerbruine tot zwartbruine kleur aan.
De boombewonende bladstaartgekko's worden gekarakteriseerd door een huidzoom rond het gehele lichaam, welke vaak een rafelig uiterlijk heeft. Niet alleen het lichaam, maar ook de poten en de staart hebben een dergelijke zoom die in veel gevallen franjeachtige aanhangsels draagt. Deze aanhangsels zijn aan de randen voorzien van puntige schubben. Doordat de gekko zijn lichaam stevig tegen de ondergrond drukt, sluiten deze franjes met schubben de openingen tussen de gekko en de ondergrond af. Hierdoor worden de lichaamscontouren verborgen en werpt het lichaam bovendien nergens een schaduw op de ondergrond. In combinatie met de gemarmerde lichaamskleur en tekening die aangepast kan worden aan het substraat is de gekko nagenoeg onzichtbaar op boomschors.
De franjes langs het lichaam komen alleen voor bij de boombewonende soorten, zoals Uroplatus alluaudi, de madagaskarplatstaartgekko (Uroplatus fimbriatus), Uroplatus henkeli en Uroplatus sikorae. De bodembewonende soorten hebben daarentegen een lichaamsvorm en -kleur die niet opvalt tussen de bladeren in de lagere struiken en de bladeren van de strooisellaag. Dergelijke soorten hebben vaak een kortere staart, bladachtige kleuren en donkere strepen die bladnerven imiteren. Voorbeelden zijn de soorten Uroplatus ebenaui en Uroplatus phantasticus.
Wat voor een belangrijk deel bijdraagt aan de uitstekende camouflage van de bladstaartgekko's is het feit dat ze altijd doodstil blijven zitten op de ondergrond. Vrijwel alle andere hagedissen, inclusief de meeste gekko's, schieten bij de minste verstoring hun schuilplaats in. De bladstaartgekko's echter verroeren zich niet, zelfs als een mogelijke vijand dichterbij komt. Alleen als een confrontatie onvermijdelijk wordt zal de hagedis dreiggedrag vertonen.

### Poten en staart

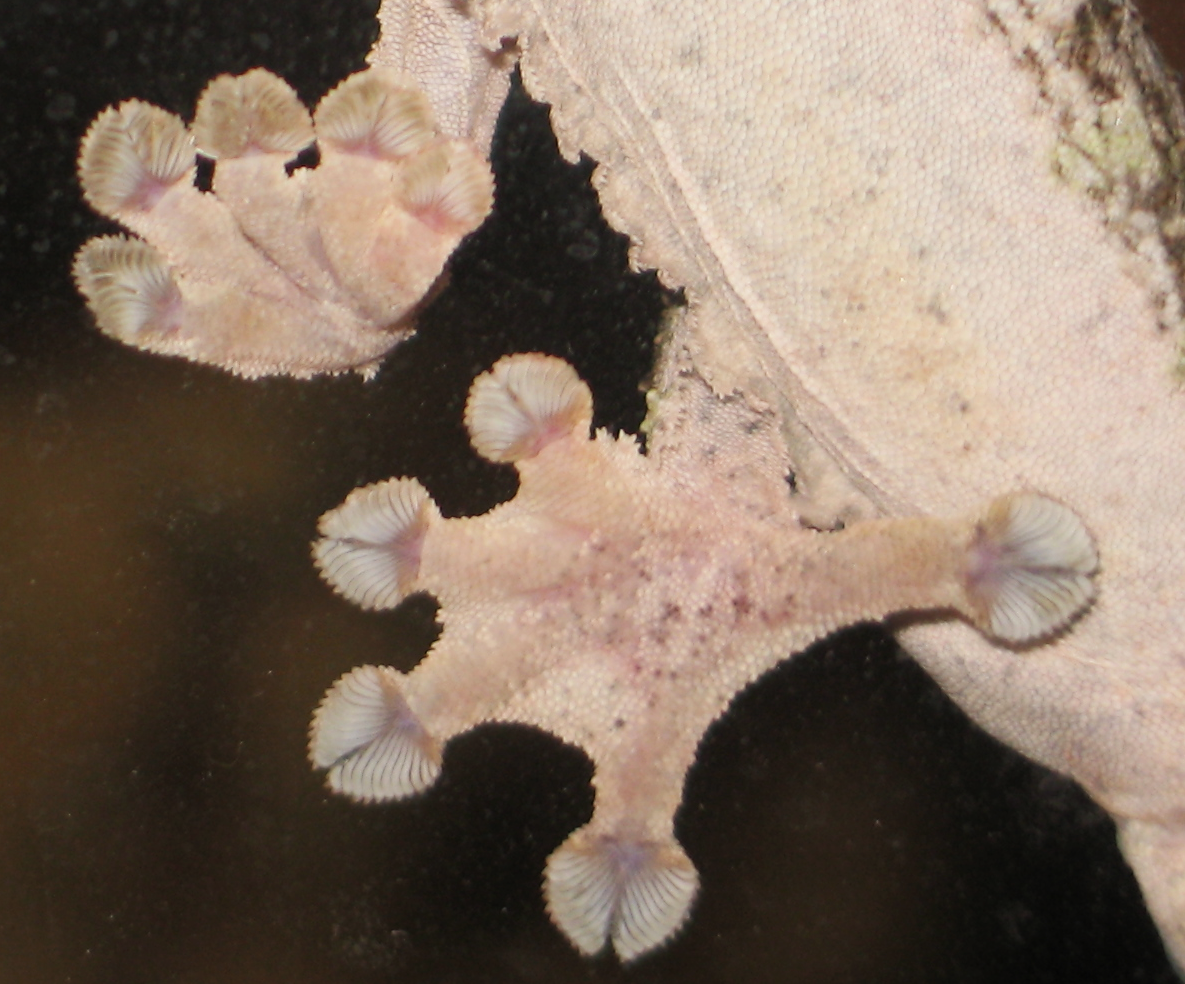
De onderzijde van de tenen dragen hechtlamellen, hier Uroplatus sikorae.

De poten zijn net als de rest van het lichaam afgeplat, de tenen en vingers hebben kleine nageltjes aan de uiteinden en de poten dragen aan de onderzijde zogenaamde hechtlamellen. Deze bestaan uit kleine gleufjes die zeer veel kleine en sterk vertakte haartjes bezitten. Hierdoor kan de gekko over de meest uiteenlopende oppervlakken lopen, zoals gladde bladeren en zelfs over glas. In rusthouding op een boomschors worden de achterpoten naar achteren gestoken en de voorpoten naar voren. Deze voor hagedissen ongebruikelijke lichaamshouding dient om zich zo aan beide kanten te ankeren.
De staart van de bladstaartgekko's heeft een afwijkende vorm waaraan de naam van de dieren is te danken, de staart lijkt vaak sprekend op een blad. De vorm en grootte van de staart verschilt per soort en ook per individu, dit laatste is het geval als gevolg van caudale autotomie; het vermogen tot het afwerpen van de staart. Net zoals veel andere hagedissen en de meeste gekko's kunnen bladstaartgekko's hun staart afwerpen als ze worden aangevallen. Dit dient om de vijand op afstand te houden en de gekko zelf kan ontsnappen. De kronkelende staart leidt een vijand af zodat de hagedis kan vluchten. Bij caudale autotomie is er in een van de staartwervels aan de voorzijde van de staart een verzwakte wervel aanwezig die bij enige spanning loslaat, de staart breekt af en de bloedvaatjes van de staart worden dichtgeknepen door de staart spieren. Bij de bladstaartgekko's zit dit breukvlak echter aan de staartbasis, zodat bij autotomie de gehele staart verloren gaat. Omdat de staart dient als vetopslagplaats werpen de dieren deze alleen af als ze in gevaar zijn. Het duurt enige tijd voor de staart is hersteld en de gekko ontwikkelt ook geen wervels meer maar slechts een staaf van kraakbeen vervangt de wervelkolom om de nieuwe staart te versterken.
Bij een aantal soorten is de staart groter dan de kop, dit is met name het geval bij de soorten die boomschors imiteren, zoals bij de madagaskarplatstaartgekko (Uroplatus fimbriatus). Deze soorten hebben een ronde staart die helpt de lichaamscontouren doen vervagen. Bij de soorten die bladeren op de bosbodem imiteren is de staart juist beduidend kleiner dan de kop, zoals bij Uroplatus ebenaui. Deze laatste soorten hebben vaak een veel beweeglijkere staart en daarnaast is de staartbasis sterk ingesnoerd bij de blad-achtige soorten. De staartbasis is veel dunner en (blad)steelachtiger dan bij de soorten die zich op boombast bevinden. De staart kan bovenwaarts worden gekruld en wordt gebruikt als extra grijporgaan om het lichaam te ankeren aan een tak. De staart heeft aan weerszijden kleine huidflapjes die de contouren doen vervagen. De staart heeft soms inkepingen die doen denken aan insectenvraat, bij de soort Uroplatus phantasticus hebben de vrouwtjes een gave staartrand terwijl deze bij de mannetjes altijd inkepingen heeft.

### Onderscheid met andere groepen

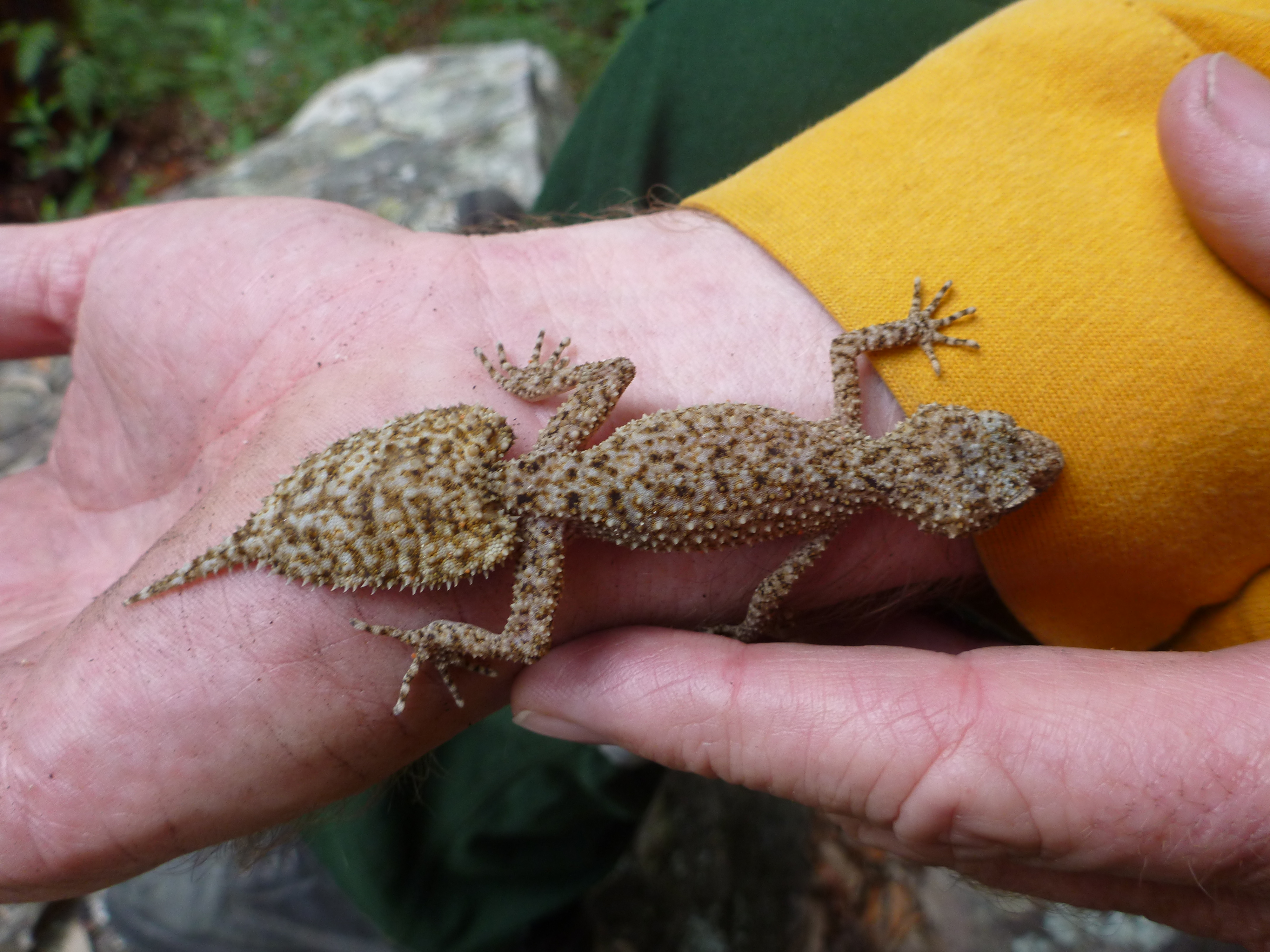
Phyllurus- soorten hebben eveneens een platte staart.

Er zijn meer soorten gekko's die een afgeplatte staart hebben en bladstaartgekko's worden genoemd. Een voorbeeld zijn de soorten uit het geslacht Phyllurus, deze hebben een sterk vergelijkbare lichaamsbouw en leven ook op boomschors. De Phyllurus- soorten komen echter uitsluitend voor in Australië en zijn een goed voorbeeld van convergente evolutie.
De soorten die tot het geslacht Phyllurus behoren zijn meestal te onderscheiden van de bladstaartgeko's door de talrijke kleine verharde stekeltjes over de gehele bovenzijde van het lichaam, de poten en de staart. Bij de bladstaartgekko's ontbreken dergelijke structuren.
Soorten uit het geslacht Hemidactylus worden wel aangeduid met platstaartgekko's, zoals de platstaartgekko (Hemidactylus platyurus). Deze soorten hebben echter niet zo'n afgeplatte staart als de bladstaartgekko's, zowel de Uroplatus als de Phyllurus -soorten.
Bladstaartgekko's hebben geen pre-anale poriën en ook femoraalporiën ontbreken.
Alle soorten hebben erg kleine tanden, die echter zeer talrijk kunnen zijn. de madagaskarplatstaartgekko heeft zelfs het hoogste aantal tanden van alle viervoeters. In de bovenkaak kunnen tot 170 tanden gelegen zijn en in de onderkaak 150.

## Voedsel en vijanden

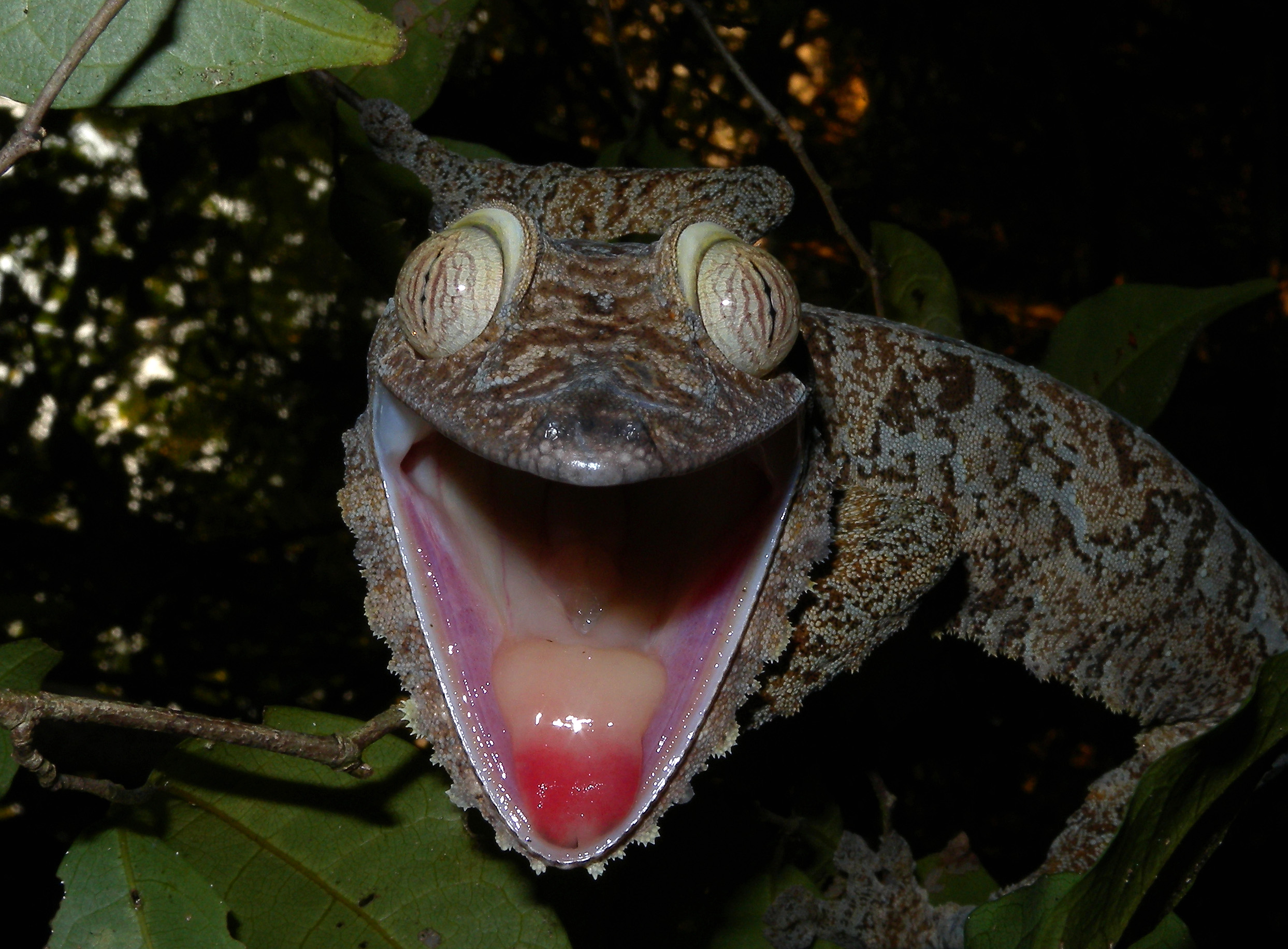
Dreighouding van de madagaskarplatstaartgekko (Uroplatus fimbriatus)

Bladstaartgekko's eten kleine ongewervelde dieren, voornamelijk insecten en de larven van insecten. Mogelijk worden in de natuur ook kleine hagedissen gegeten. Van in gevangenschap gehouden dieren is bekend dat ze soms hun eigen jongen opeten. De bladstaartgekko's kunnen in gevangenschap voedseldieren als huiskrekels worden aangeboden. De gekko's hebben een relatief grote kalkbehoefte.
Bladstaartgekko's hebben voornamelijk te vrezen van verschillende soorten slangen. Een rustende gekko vertrouwt op zijn camouflage, ook als een mogelijke vijand dichterbij komt. Als het dier vermoedt dat het is ontdekt, wordt echter een indrukwekkend dreiggedrag vertoond. De camouflagekleur wordt hierbij snel donkerder, zodat het lichaam juist sterk afsteekt tegen de ondergrond. De gekko gaat ook op zijn poten staan in plaats van deze te spreiden zoals in de rustpositie, teneinde het lichaam groter te doen lijken. De grote ogen van de gekko worden hierbij uitgepuild en de bek wordt zover mogelijk geopend. De tong is roze tot rood van kleur en steekt daardoor duidelijk af tegen de rest van het lichaam. De staart wordt omhoog gekruld en ten slotte worden harde schreeuwgeluiden gemaakt die een belager op afstand moeten houden. Deze totale omslag in het gedrag doet veel dieren afdruipen.
Een belangrijke vijand van de bladstaartgekko's is de mens, voornamelijk door habitatdestructie die het natuurlijke leefgebied aantast. Alle bladstaartgekko's zijn echte bosbewoners die niet kunnen overleven in open gebieden. Door de grootschalige bosbouw op het eiland Madagaskar komen veel soorten die kwetsbaar zijn onder druk te staan.
Een tweede belangrijke bedreiging is de handel in exotische dieren. De bladstaartgekko's zijn door hun karakteristieke uiterlijk zeer populair bij verzamelaars. Omdat het zelden lukt om de bladstaartgekko's in gevangenschap voort te brengen, komen veel dieren die in de handel worden aangeboden uit het wild.

## Voortplanting

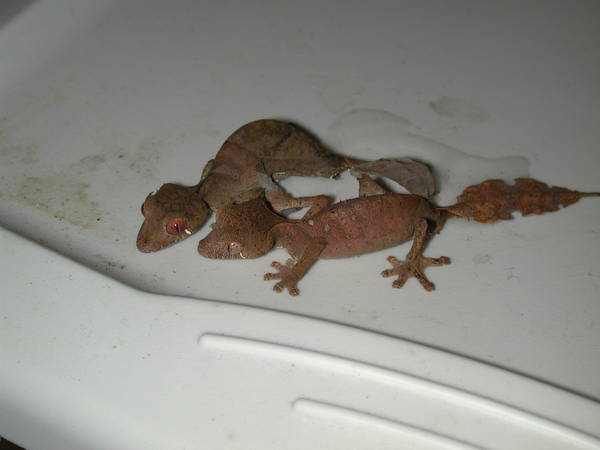
Paartje van Uroplatus phantasticus, mannetje rechts.

De mannetjes zijn territoriaal, als ze een soortgenoot tegenkomen worden soms geluiden gemaakt en wordt de staart heen- en weer gezwaaid. Vlak voor de paring kan het mannetje sterk vibreren met zijn staart. Mannetjes zijn moeilijk te onderscheiden van vrouwtjes, ze hebben wel een dikkere staartbasis. Dit komt door de aanwezigheid van de hemipenis, de dubbele penis van de hagedissen. Omdat de staart tijdens de paring in de weg zit kan de gekko door zijn dubbele, of eigenlijk gevorkte, penis van beide kanten contact maken met de cloaca van het vrouwtje.
De vrouwtjes leggen per keer slechts twee eieren af, veel minder dan de meeste andere hagedissen die tot tientallen eieren per legsel kunnen produceren. Er worden echter meerdere legsels per jaar geproduceerd. De eieren worden niet begraven, maar op het substraat afgezet. Ze worden vaak verstopt onder afgevallen bladeren of stukken hout, ze worden ook wel verborgen onder bladeren die nog aan een plant hangen. De eieren hebben een verharde kalkschaal, uit waarnemingen in gevangenschap is beschreven dat de volwassen gekko's de uitgekomen eierschalen opeten om het calcium weer op te nemen.
De incubatieperiode is afhankelijk van de soort en de omgevingsomstandigheden. Van de madagaskarplatstaartgekko is bekend dat de eieren na 77 tot 84 dagen uitkomen. Als de juvenielen uit het ei kruipen lijken ze al direct op de ouderdieren al zijn ze nog veel kleiner. De jonge gekko's groeien snel en zijn binnen een jaar volwassen.

## Naamgeving en taxonomie

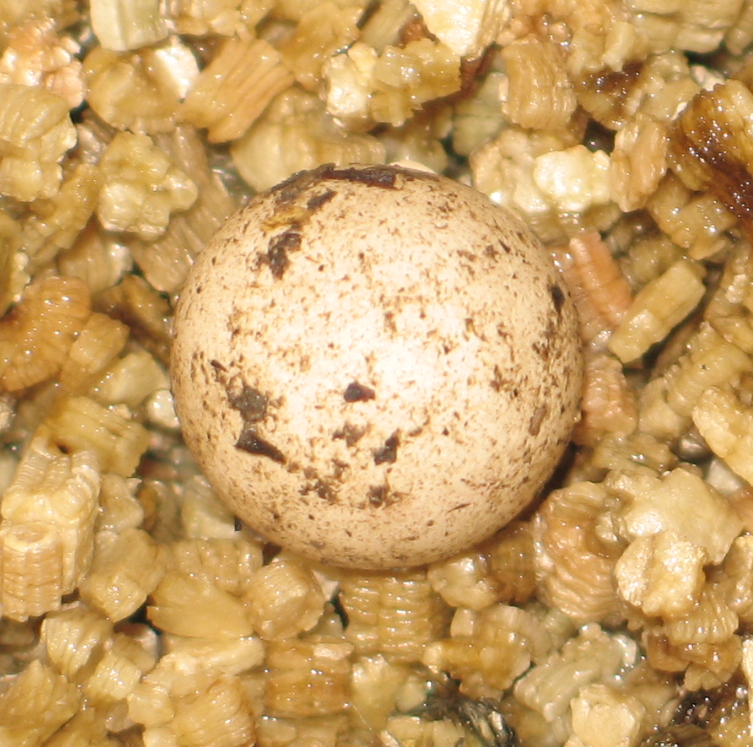
Ei van de soort Uroplatus sikorae.

De groep is al zeer lang bekend, zo'n honderd jaar voor Carl Linnaeus zijn beroemde werken publiceerde, werden de gekko's al vermeld in Etienne de Flacourt's L'Histoire de la Grand Ãle de Madagascar uit 1658. Het is een echter een relatief onbekende groep van gekko's, veel bekender zijn de halfvingergekko's (Hemidactylus) en de luipaardgekko (Eublepharis macularius).
Bladstaartgekko's zijn een geslacht van hagedissen (wetenschappelijke naam: Lacertilia) en de infraorde gekko's (wetenschappelijke naam: Gekkota). De gekko's zijn verder onderverdeeld in verschillende families, de bladstaartgekko's vallen onder de familie Gekkonidae. Vanwege hun hoge specialisatie werden de bladstaartgekko's vroeger tot een eigen familie gerekend; Uroplatidae, maar dit wordt beschouwd als verouderd.
De bladstaartgekko's kunnen een zeer goede camouflage aannemen maar als ze verstoord worden vertonen ze een opzienbarende vorm van dreiggedrag. Deze plotselinge omslag kan mensen die dit niet verwachten behoorlijk laten schrikken en in het bijgeloof van de bevolking van Madagaskar worden de hagedissen taha-fisaka genoemd, wat 'duivel' betekent. Ook in andere talen heeft de gekko verschillende 'duivelse' namen, zoals het Engelse satanic leaf gecko voor de soort Uroplatus phantasticus wat 'satanische bladgekko' betekent. De wetenschappelijke naam Uroplatus is afgeleid van de platte staart; uro betekent staart en platus betekent plat.

### Soorten
Er zijn momenteel (november 2021) 21 verschillende soorten bekend. Bladstaartgekko's leiden een verborgen levenswijze en komen voor in relatief ontoegankelijke gebieden. Dit heeft als gevolg dat waarschijnlijk nog niet alle soorten zijn ontdekt. Er worden regelmatig nieuwe soorten wetenschappelijk beschreven, zoals de recent ontdekte soorten Uroplatus pietschmanni uit 2004 en Uroplatus giganteus die werd beschreven in 2006. De soort Uroplatus finiavana werd pas voor het eerst wetenschappelijk beschreven in 2011.
Over de verschillende soorten en ondersoorten is nog wel verwarring, zo wordt de soort Uroplatus sameiti soms als ondersoort van Uroplatus sikorae gezien.
Onderstaand is een tabel van de verschillende soorten weergegeven. Als bron voor de verspreiding en wetenschappelijke naamgeving is de Reptile Database gebruikt.
| Lijst van soorten bladstaartgekko's | Lijst van soorten bladstaartgekko's                                                                                            | Lijst van soorten bladstaartgekko's                                                                           | Lijst van soorten bladstaartgekko's | Lijst van soorten bladstaartgekko's |
| ----------------------------------- | --- | --- | ----------------------------------- | ----------------------------------- |
| Afbeelding                          | Naam | Verspreiding                                                                                                  | Verspreidingskaart                  | Beschermingsstatus                  |
| Plaats uw zelfgemaakte foto hier    | Uroplatus alluaudi (Mocquard, 1894)                                                                                            | Noordelijk Madagaskar.                                                                                        |                                     |                                     |
|                                     | Uroplatus ebenaui (Boettger, 1879)                                                                                             | Nosy Be, noordwestelijk Madagaskar.                                                                           |                                     |                                     |
| Plaats uw zelfgemaakte foto hier    | Uroplatus fangorn (Ratsoavina, Ranjanaharisoa, Glaw, Raselimanana, Rakotoarison, Vieites, Hawlitschek, Vences, & Scherz, 2020) | Noordoostelijk Madagaskar                                                                                     | -                                   | Niet geëvalueerd.                   |
| Plaats uw zelfgemaakte foto hier    | Uroplatus fetsy (Ratsoavina, Scherz, Tolley, Raselimanana, Glaw, & Vences, 2019)                                               | Noordelijk Madagaskar                                                                                         | -                                   | Niet geëvalueerd.                   |
| Plaats uw zelfgemaakte foto hier    | Uroplatus fiera (Ratsoavina, Ranjanaharisoa, Glaw, Raselimanana, Miralles & Vences, 2015)                                      | Noordoostelijk en centraal Madagaskar                                                                         | -                                   | Niet geëvalueerd.                   |
|                                     | Madagaskarplatstaartgekko (Uroplatus fimbriatus) (Schneider, 1797)                                                             | Noordoostelijk Madagaskar, alleen op de eilanden Nosy Mangabe en Nosy Sainte Marie, misschien ook op Nosy Be. |                                     |                                     |
| Plaats uw zelfgemaakte foto hier    | Uroplatus finaritra (Ratsoavina, Raselimanana, Scherz, Rakotoarison, Razafindraibe, Glaw & Vences, 2019)                       | Noordelijk Madagaskar                                                                                         | -                                   | Niet geëvalueerd.                   |
|                                     | Uroplatus finiavana (Ratsoavina, Louis, Crottini, Randrianiaina, Glaw & Vences, 2011)                                          | Oostelijk Madagaskar                                                                                          |                                     |                                     |
| Plaats uw zelfgemaakte foto hier    | Uroplatus fivehy (Ratsoavina, Ranjanaharisoa, Glaw, Raselimanana, Rakotoarison, Vieites, Hawlitschek, Vences, & Scherz, 2020 ) | Noordelijk Madagaskar                                                                                         | -                                   | Niet geëvalueerd.                   |
| Plaats uw zelfgemaakte foto hier    | Uroplatus fotsivava (Ratsoavina, Gehring, Scherz, Vieites, Glaw, & Vences, 2017)                                               | Noordelijk Madagaskar                                                                                         | -                                   | Niet geëvalueerd.                   |
|                                     | Uroplatus giganteus (Glaw, 2006)                                                                                               | Noordelijk Madagaskar, Nationaal park Montagne d'Ambre                                                        |                                     |                                     |
|                                     | Uroplatus guentheri (Mocquard, 1908)                                                                                           | Delen van Madagaskar                                                                                          |                                     |                                     |
|                                     | Uroplatus henkeli (Böhme & Ilisch, 1990)                                                                                       | Nosy Bé |                                     |                                     |
| Plaats uw zelfgemaakte foto hier    | Uroplatus kelirambo (Ratsoavina, Gehring, Scherz, Vieites, Glaw, & Vences, 2017)                                               | Noordelijk Madagaskar                                                                                         | -                                   | Niet geëvalueerd.                   |
|                                     | Uroplatus lineatus (Duméril & Bibron, 1836)                                                                                    | Oostelijk Madagaskar                                                                                          |                                     |                                     |
| Plaats uw zelfgemaakte foto hier    | Uroplatus malahelo (Nussbaum & Raxworthy, 1994)                                                                                | Zuidelijk Madagaskar                                                                                          |                                     |                                     |
| Plaats uw zelfgemaakte foto hier    | Uroplatus malama (Nussbaum & Raxworthy, 1995)                                                                                  | Zuidelijk Madagaskar                                                                                          |                                     |                                     |
|                                     | Uroplatus phantasticus (Boulenger, 1888)                                                                                       | Zuidelijk en oostelijk Madagaskar                                                                             |                                     |                                     |
| Plaats uw zelfgemaakte foto hier    | Uroplatus pietschmanni (Böhle & Schönecker, 2004)                                                                              | Oostelijk Madagaskar                                                                                          |                                     |                                     |
|                                     | Uroplatus sameiti (Böhme & Ilisch, 1990)                                                                                       | Zuidoostelijk Madagaskar                                                                                      |                                     |                                     |
|                                     | Uroplatus sikorae (Boettger, 1913)                                                                                             | Zuidelijk en oostelijk Madagaskar                                                                             |                                     |                                     |